# Biografielijst Vy

## Vyd
- Matěj Vydra (1992), Tsjechisch voetballer
- Vydūnas (1868-1953), Pruisisch-Litouws schrijver en filosoof

## Vyg
- Lev Vygotski (1896-1934), Joods-Russisch psycholoog, filosoof en kunstenaar

## Vyk
- Vykintas (? - ca. 1253), hertog van Samogitië

## Vyl
- Maksim Vylegsjanin (1982), Russisch langlaufer

## Vyn
- Amaat Vyncke (1850-1888), Belgisch missionaris en Vlaams activist
- Camiel Vyncke (1940), Belgisch wielrenner
- Pascal Vyncke (1985), Belgisch schrijver
- Volodymyr Vynnytsjenko (1880–1951), Oekraïens schrijver en politicus
- Loukas Vyntra (1981), Tsjechisch-Grieks voetballer

## Vys
- Ovidijus Vyšniauskas (1957), Litouws zanger

## Vyt
- Vytautas de Grote (1350-1430), grootvorst van het Grootvorstendom Litouwen
- Vytenis, vorst van Litouwen
- Kurt Vyth (1910-1977), Nederlands ondernemer en sportorganisator

## Vyv
- Syd van der Vyver (1920-1989), Zuid-Afrikaans autocoureur